# Sabine Wolfram

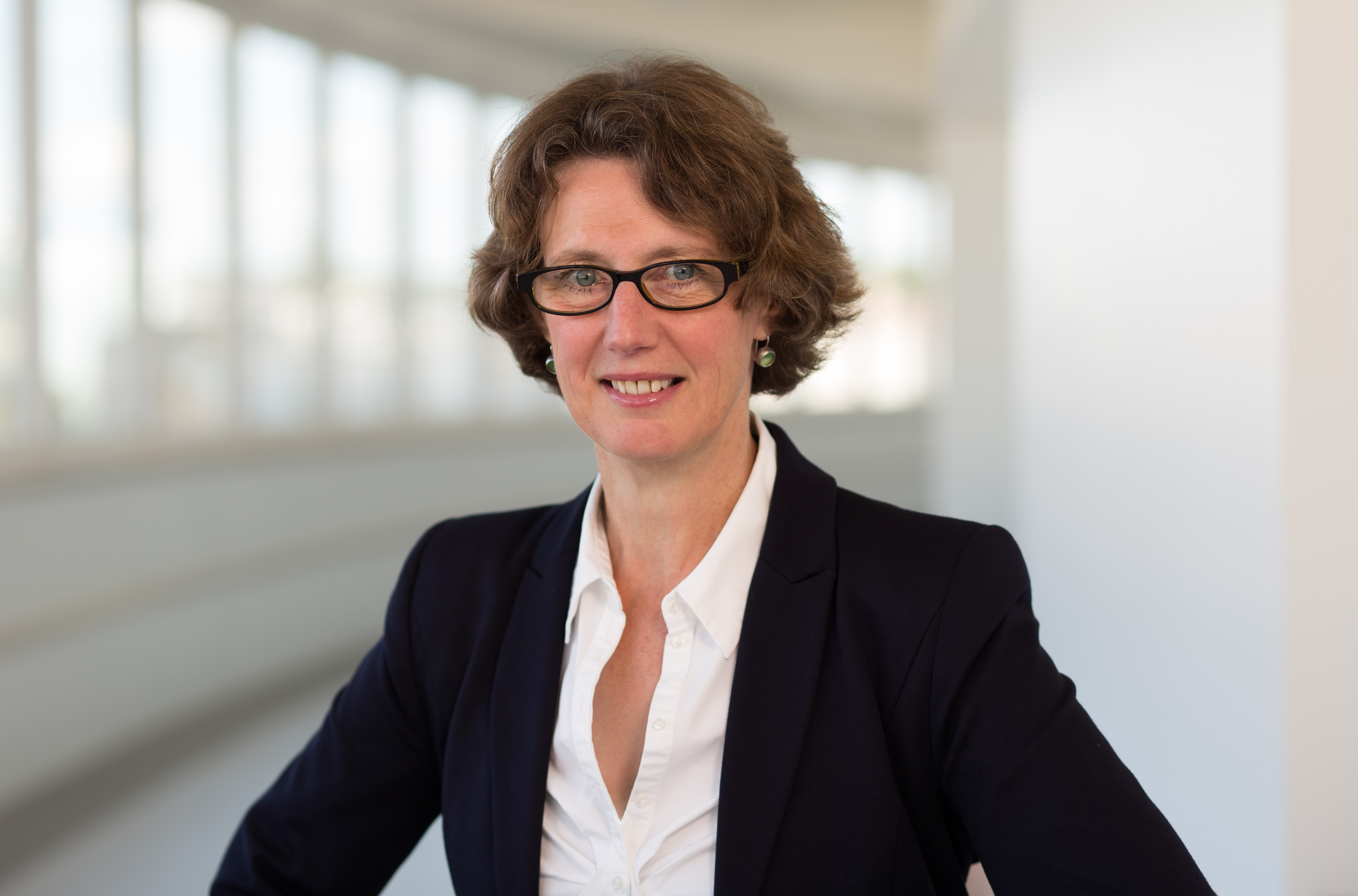
Sabine Wolfram

Sabine Wolfram (* 14. März 1960) ist eine deutsche Prähistorikerin. Seit 2012 ist sie Direktorin des Staatlichen Museums für Archäologie Chemnitz.

## Leben
Sabine Wolfram studierte in Göttingen und Sheffield Ur- und Frühgeschichte, Botanik und Skandinavistik. Die Veröffentlichung ihrer Magisterarbeit Zur Theoriediskussion in der Prähistorischen Archäologie Großbritanniens trug zur Rezeption der angelsächsischen Theoriediskussion im deutschen Sprachraum bei. 1990 regte sie die Gründung der Theorie AG an und brachte sie erst als Mitglied des Gründungsteams, dann als gewählte Sprecherin (1992–1994 mit Jörn Jacobs) auf den Weg. Promoviert wurde sie bei Jens Lüning (Frankfurt a. M.) mit der Arbeit Die verzierte Keramik der bandkeramischen Siedlung Hanau–Klein-Auheim: Taphonomie, Chronologie, Siedlungsentwicklung. Von 1986 bis 2001 arbeitete Wolfram für die Museen der Stadt Hanau in Hessen. Sie baute dort die archäologische Dauerausstellung im Museum Schloss Steinheim auf und entwickelte das museumspädagogische Konzept. Unter dem Titel „Müll - Facetten von der Steinzeit bis zum Gelben Sack“ organisierte sie als freie Kuratorin für das Landesmuseum für Natur und Mensch in Oldenburg eine Sonderausstellung, die an zwei weiteren Orten gezeigt wurde. Ab April 2006 war sie als wissenschaftliche Mitarbeiterin am Lehrstuhl für Ur- und Frühgeschichte an der Universität Leipzig tätig. Seit 2009 arbeitete sie an einem Forschungsprojekt der Deutschen Forschungsgemeinschaft zum bandkeramischen Siedlungsplatz von Eythra, Landkreis Leipzig. Seit dem 1. April 2012 ist Sabine Wolfram Direktorin des Staatlichen Museums für Archäologie Chemnitz, das am 15. Mai 2014 eröffnet wurde. Ende Juni 2020 ist sie zur Vorsitzenden des Sächsischen Museumsbundes e. V. gewählt worden.

## Veröffentlichungen (Auswahl)
- Die verzierte Keramik der bandkeramischen Siedlung Hanau–Klein-Auheim: Taphonomie, Chronologie, Siedlungsentwicklung (= Universitätsforschungen zur Prähistorischen Archäologie 158). Bonn 2008, ISBN 978-3-7749-3470-2.
- Zur Theoriediskussion in der Prähistorischen Archäologie Großbritanniens. Ein forschungsgeschichtlicher Überblick über die Jahre 1968–1982. (= AR International Series 306). Oxford 1986, ISBN 0-86054-394-3.
- mit Doreen Mölders (Hrsg.), Schlüsselbegriffe der Prähistorischen Archäologie (= Tübinger Archäologische Taschenbücher 11). Münster 2014, ISBN 978-3-8309-3176-8.
- mit Mamoun Fansa (Hrsg.), Müll – Facetten von der Steinzeit bis zum Gelben Sack. Führer durch die Sonderausstellung (= Schriftenreihe des Landesmuseum für Natur und Mensch 28). Oldenburg 2003, ISBN 978-3-89995-028-1.
- mit Maria Cladders/Harald Stäuble/Thomas Tischendorf: Zur linien- und stichbandkeramischen Besiedlung von Eythra, Lkr. Leipzig. In: Siedlungsstrukturen und Kulturwandel in der Bandkeramik. Beiträge der Internationalen Tagung "Neue Fragen zur Bandkeramik oder Alles beim Alten?", Leipzig 23.–24. September 2010 (= Arbeits- und Forschungsberichte zur sächsischen Bodendenkmalpflege Beiheft 24). Dresden 2010, ISBN 978-3-943770-03-2.